# 比克斯比 (明尼蘇達州)
比克斯比（英語：Bixby）是位於美國明尼蘇達州斯蒂爾縣奧羅拉鎮區的一個非建制地區。

## 歷史
比克斯比於約1890年設立，得名自當地早期定居者約翰·比克斯比（John Bixby）。比克斯比的郵局於1869年成立，其後於1982年停運。

## 地理
比克斯比所處的海拔為高於海平面397米（即1302英呎），而該地所採用的時區為UTC-6，即北美中部時區（CST）。同時該地設有夏令時間，為UTC-6調快一小時，即UTC-5（CDT）。